# Conner P. Kelley
Conner P. Kelley (* 29. Januar 1994 in Indianapolis, Indiana) ist ein US-amerikanischer Schauspieler.

## Leben
Kelley wurde am 29. Januar 1994 in Indianapolis geboren. Er wuchs im Stadtteil Irvington auf. An der Purdue University studierte er Theater. Anschließend trat er in verschiedenen Stücken im Purdue Theater auf. 2013 feierte er in einer Episode der Fernsehdokuserie How to Survive the End of the World sein Fernsehschauspieldebüt. 2017 übernahm er im Kriegsfilm Operation Dünkirchen die Rolle des britischen Soldaten Thomas. 2019 folgten Nebenrollen in den Filmproduktionen Extremely Wicked, Shockingly Evil and Vile und Vergiftete Wahrheit. Außerdem war er in insgesamt vier Episoden der Fernsehserie Disconnected in der Rolle des Brad zu sehen.

## Filmografie (Auswahl)
- 2013: How to Survive the End of the World (Fernsehdokuserie, Episode 1x01)
- 2017: Operation Dünkirchen (Operation Dunkirk)
- 2019: Extremely Wicked, Shockingly Evil and Vile
- 2019: Disconnected (Fernsehserie, 4 Episoden)
- 2019: Vergiftete Wahrheit (Dark Waters)